# Anna Kellner
Anna Kellner (geboren am 21. Mai 1862 als Anna Weiß in Bielitz, Österreich-Ungarn; gestorben am 12. Mai 1941 in Jerusalem, Völkerbundsmandat für Palästina) war eine jüdische österreichische Übersetzerin. Sie übersetzte zwischen 1898 und 1928 zahlreiche englische Bücher und Märchen ins Deutsche und trat auch als Herausgeberin der Schriften ihres Ehemannes, des Anglisten und Zionisten Leon Kellner, und als dessen Biografin in Erscheinung.

## Leben

### Kindheit und Jugend
Anna Weiß (genannt Annele) kam 1862 als drittes von zwölf Kindern der Klara (geb. Schwarzberg) und des Salomon Weiß, eines jüdischen Wollhändlers, in Bielitz zur Welt. Sie besuchte eine Schule für Höhere Töchter, spielte sehr gut Klavier und sprach neben Deutsch, Jiddisch und Schlesisch auch Englisch, Französisch, Italienisch und Hebräisch. Auf letzteres legte ihr Vater, der aus einer berühmten Familie von Rabbinern kam, großen Wert. Anna war 15 Jahre alt, als sie Leon Kellner (eig. Chaim Leib), den einzigen Sohn streng chassidischer Getreidehändler aus dem galizischen Tarnów, kennenlernte. Eine Freundin machte sie mit dem Gymnasiasten bekannt, der in Bielitz bei Verwandten wohnte und dort seine Matura absolvieren wollte. Leon brachte ihr des Öfteren Bücher deutscher Schriftsteller wie Berthold Auerbach, Gustav Freytag, Theodor Storm, Theodor Fontane oder Jean Paul mit nach Hause und sang mit der Familie Weiß im Wohnzimmer zu Stücken von Mendelssohn und Meyerbeer. Sie heirateten 1884, nach Leon Kellners Promotion zum Dr. phil. über Die Genera Verbi bei Shakespeare, in der jüdischen Volksschule in Bielitz.

### Eheleben und Kinder
Das Ehepaar übersiedelte nach Wien, wo am 8. Februar 1885 ihr erstes Kind Paula (verh. Arnold) geboren wurde. Als Paula noch kein halbes Jahr alt war, ging Leon Kellner nach England, um dort zu forschen und die Kultur kennenzulernen. Anna blieb zunächst in Wien, reiste ihm einige Monate später jedoch alleine nach London nach, wo sie 10 Wochen gemeinsam verbrachten. Am 6. Januar 1890 wurde die zweite Tochter, Dora Sophie, in Wien geboren. Im Juli habilitierte sich Leon Kellner und hielt seine ersten Vorlesungen an der Universität Wien. Er wurde jedoch bald darauf als Lehrer an die Staats-Oberrealschule im mährisch-schlesischen Troppau versetzt. Die Familie behielt, in der Hoffnung auf baldige Rückkehr, die Wohnung in Wien und mietete sich bei Rosa Schanzer, der früh verwitweten Schwester von Anna Kellner, ein. Diese betrieb dort ein kleines Konfektionsgeschäft und führte ihnen den Haushalt. Auf die Ausübung religiöser Rituale legte Anna, obgleich gläubig, keinen Wert. Die Kinder Paula und Dora Sophie wurden zu Hause unterrichtet und waren sozial weitgehend isoliert. Anna las viel, besonders englischsprachige Frauenliteratur und hegte den Wunsch, literarische Übersetzerin zu werden. Im Sommer 1894 wurde Leon Kellner wieder nach Wien versetzt und unterrichtete dort an einer Knabenoberrealschule im 18. Bezirk. Sie wohnten zunächst wieder in ihrer alten Wohnung, sollten in den nächsten Jahren jedoch innerhalb Wiens noch häufig umziehen. Am 9. April 1896 wurde Anna und Leon Kellners drittes und letztes Kind Viktor geboren.

### Karriere als Übersetzerin
Leon Kellner, der ein Freund Theodor Herzls und Zionist war, suchte 1897 – auch angesichts des zunehmenden Antisemitismus in Wien – um ein Jahr Urlaub an, den die Familie in England verbrachte. Da sie nun auf ein zusätzliches Gehalt angewiesen waren, arbeitete Anna als Übersetzerin. Sie übertrug für den Verlag Engelhorn in Stuttgart Leonard Merricks One Man’s View unter dem Titel Eine persönliche Ansicht ins Deutsche. Der heute weitgehend in Vergessenheit geratene Autor galt damals als einer der Hauptvertreter des psychologischen Romans. Anna Kellner stand am Beginn ihrer Karriere als Übersetzerin und übertrug künftig für die größten deutschen Verlage, unter anderen Ullstein, Drei Masken, Reclam und Goldschmidt, Bücher von Mary Cholmondeley, Cicely Hamilton, Elizabeth Russell, Ludwig Lewisohn und Somerset Maugham ins Deutsche. Die Kellners waren 1899 wieder nach Wien zurückgekehrt, weil Leon in London beruflich nicht Fuß fassen konnte. 1904 bekam er jedoch den Ruf auf eine außerordentliche Professur für englische Philologie an der Universität Czernowitz. Nach einem Sommerurlaub in Abbazia in Kroatien folgte ihm Anna mit Dora und Viktor nach. Paula blieb in Wien, wo sie ein Mädchenlyzeum besuchte. Anna fühlte sich in Czernowitz nie besonders wohl, versuchte jedoch sich auf ihre Arbeit zu konzentrieren. Am 1. Januar 1906 erschien ihre Übersetzung von Mary Cholmondeleys frühfeministischem Skandalroman Um ein Linsengericht (engl. Red Pottage). Es handelte sich um dessen erste Übertragung ins Deutsche. Im Frühjahr 1907 ging Anna mit den Kindern zurück nach Wien. Sie sollte sieben Jahre lang von ihrem Ehemann getrennt leben.

### Palästinareisen und spätere Werke
1922 unternahm Anna mit ihrem Mann ihre erste Reise nach Palästina. Sie reisten von Ägypten aus durch das ganze Land, nach Binyamina, Haifa, Tel Aviv und Jerusalem. Anna publizierte in der Zeitschrift Menorah einen langen Reisebericht, „der sich fast wie ein Reiseroman las und außerdem noch sehr viel Witz hatte“. Im Herbst 1927 begab sich das Ehepaar zum zweiten Mal nach Palästina, um ihren Sohn Viktor, der sich in Binyamina niedergelassen hatte, und dessen Familie zu besuchen. Diese zweite Reise war aufgrund des angeschlagenen gesundheitlichen Zustandes von Leon Kellner um einiges beschwerlicher als die erste. Im selben Jahr veröffentlichte Anna in der Zeitschrift Die praktische Berlinerin, bei der ihre Tochter Dora Sophie (verh. Benjamin) Chefredakteurin war, die Übersetzung von Elizabeth Gräfin Russells Roman Zauberschloss in Fortsetzungen. 1928 erschien ihre Übersetzung von Ludwig Lewisohns Roman Der Fall Herbert Crump, für den Thomas Mann das Vorwort schrieb. Aus den Aufzeichnungen Dora Sophies geht hervor, dass Anna 1929 bei einem Aufenthalt in Berlin einen schweren Verkehrsunfall erlitt. Nach mehreren Wochen in einer Klinik schien sie sich aber wieder zu erholen. Zwei Jahre nach dem Tod ihres Ehemannes gab Anna Kellner dessen Erinnerungen über seine Tätigkeit als Lehrender Meine Schüler: Geschichten und Skizzen aus meiner Klasse (1930) heraus. 1936 publizierte sie beim Verlag C. Gerold’s Sohn in Wien seine Biografie Leon Kellner: sein Leben und sein Werk. Über ihr weiteres Leben bis zu ihrem Tod 1941 in Jerusalem ist wenig bekannt. Sie fand ihre letzte Ruhestätte auf dem Jüdischen Friedhof am Ölberg.

## Werke

### Übersetzungen
- Leonard Merrick: Eine persönliche Ansicht [orig. One Man’s View]. Engelhorn, Stuttgart 1898.
- Englische Märchen. Für die deutsche Jugend bearbeitet von Anna und Leon Kellner. Mit Illustrationen von John D. Batton. Verlag der Wiener Moderne, Wien 1898. – Neuauflage: Contumax, Berlin 2014, ISBN 978-3-8430-4014-3.
- William Somerset Maugham: Der bunte Schleier [orig. The Painted Veil]. E. Kaiser, Bern 1900. – Neuauflage: Diogenes-Verlag, Zürich 2005.
- Mary Cholmondeley: Diana [orig. Diana Tempest]. Reclam, Leipzig 1900.
- Leonard Merrick: Der Theaterdirektor [orig. The Actor-Manager]. Reclam, Leipzig 1902.
- Elsa d’Esterre-Keeling: Appassionata. Dt. Verl.-Anst., Stuttgart/Leipzig 1903.
- Mary Cholmondeley: Um ein Linsengericht [orig. Red Pottage]. Tauchnitz, Leipzig 1906.
- Leonard Merrick: Die Sünde. A. Goldschmidt, Berlin 1906.
- Leonard Merrick: Ein Bombenerfolg und andere Novellen. Reclam, Leipzig 1909.
- Cecily Hamilton: Der Ruf des Lebens. Goldschmidt, Berlin 1914.
- J[oseph]. Storer Clouston: Die verschwundene Gattin. Goldschmidt, Berlin 1917.
- Der schlimme Tommy und andere englische Volksmärchen. Sesam-Verl., Wien/London/New York 1922.
- Ein Sommernachtstraum Shakespeare nacherz. Sesam-Verl., Wien/London/New York 1924.
- Englische Volksmärchen. Ausgew. u. frei übers. Bilder und Umschlag von Ernst Kutzer. Konegens Jugendschriftenverlag, Wien 1925.
- Mary Annette von Arnim [Elisabeth Russell]: Die unvergessliche Stunde [orig. Love]. Ullstein, Berlin 1926.  – Neuauflage unter dem Titel Liebe. List Taschenbuch-Verl., München 2001.
- Ludwig Lewisohn: Der Fall Herbert Crump [orig. Case of Mr. Crump]. Mit einem Vorwort von Thomas Mann. Drei Masken Verlag, München 1928.
- Mary Annette von Arnim [Elisabeth Russell]: Der normale Ehemann [orig. Vera]. Ullstein, Berlin 1928. – Neuauflage unter dem Titel Vera. Ullstein, Berlin 1995.
- Mary Annette von Arnim [Elisabeth Russell]: Urlaub von der Ehe [orig. Enchanted April]. Ullstein, Berlin 1928.

### Monografie
Leon Kellner: Sein Leben und Werk. C. Gerold’s Sohn, Wien 1936.

### Herausgeberschaft
Leon Kellner: Meine Schüler: Geschichten und Skizzen aus meiner Klasse. Hrsg. von Anna Kellner. Mit einem Geleitwort von Richard Beer-Hofmann. Zsolnay, Berlin/Wien 1930.

### Kleinere Schriften
Reiseskizzen aus Palästina. In: Menorah 2. Jg. (1924), Heft 8/9, S. 20ff.